# Angelica (pigenavn)
Angelica er et pigenavn. Oprindelsen er fra det græske angelikos/angelike, dvs. engleagtig, fra græsk angelos (budbringer) som herefter tillige kom til at betyde engel.
Varianter af navnet på dansk omfatter Angelika, Angela, Angelina og Angelique (fransk udgave af navnet). På engelsk anvendes endvidere kortformen Angie. Næsten 1.200 danskere bærer et af disse navne ifølge Danmarks Statistik.

## Kendte personer med navnet
- Ayoe Angelica, dansk soul/R&B-sangerinde.
- Maud Angelica Behn, er dronning Sonja og kong Haralds første barnebarn.
- Angie Dickinson, amerikansk skuespiller.
- Angelica Ewans, dansk grevinde.
- Angelina Jolie, amerikansk skuespiller.
- Angelika Kauffmann, malerinde.
- Angélique Kidjo, beninesisk sanger.
- Angela Lansbury, amerikansk skuespiller.
- Angela Merkel, tysk politiker.
- Angelica Wallén, svensk håndboldspiller

### Som efternavn
- Rita Angela, dansk skuespiller.

## Navnet anvendt i fiktion
- Angelica er en figur i filmen Send mere slik fra 2001, spillet af Ninna Assentoft Rasmussen.
- "Angelina" er titlen på gennembrudshittet for Brødrene Olsen.
- "Angie" er titlen på et nummer af og med The Rolling Stones.

## Andre betydninger
- Angelica er det latinske navn for planteslægten angelik, hvortil blandt andet kvan hører.